# Chicharrón de la Ramos
El chicharrón de la Ramos o chicharrón regio es una variación local del chicharrón tradicional mexicano originario de Monterrey, Nuevo León, aunque el local se diferencia en su proceso de condimentación luego del prensado. Esta proviene de parte de la barbilla (papada) del cerdo por medio del freído en manteca, la cual se sazona con hierbas o sal de nitro, otorgándole el color rojizo a este alimento.
Este platillo forma parte de la cultura gastronómica neoleonesa, al ser preparado de una forma que no se asemeja a las variantes de este platillo en otras entidades mexicanas.

## Origen
El chicharrón regio se cree que data entre la década de 1970 y 1980. Sin embargo, no se conocen muchos datos sobre el origen o quienes fueron las personas partícipes del proceso de creación de esta variante. Monterrey es una capital conocida por poseer una alta variedad gastronómica que abarca principalmente alimentos de origen animal; el chicharrón se incluye dentro de esta gastronomía.

## Cultura local
El chicharrón de este estilo es llamado coloquialmente chicharrón de la Ramos. Esta denominación se debe a la carnicería de nombre Carnes Ramos, que es una empresa de consumo popular originaria de la ciudad de Monterrey, siendo uno de los platillos tradicionales. Anteriormente dicho establecimiento se llamaba "Carnicería La Carmen", que tras obtener popularidad con el paso de los años, cambió su nombre a como se conoce actualmente, "Carnes Ramos".
Esta preparación forma parte de la cultura gastronómica local y patrimonio neolonés junto con muchos otros platillos como el cabrito a la leña, asado de puerco, machacado y la carne asada regia.
Gracias a su apego a la cultura e identidad del Estado de Nuevo León, el chicharrón regio es referenciado en películas como Cindy la Regia, apareciendo en una escena de esta película.

## Platos con chicharrón regio
El chicharrón regio puede ser servido de diferentes formas, entre las cuales destacan:
- Tacos de chicharrón
- Gorditas de chicharrón
- Tortas de chicharrón
- Chicharrón guisado en salsa verde o roja
- Chicharrón guisado con huevo
- Chicharrón con guacamole
- Chicharrón con mole
- Chicharrón en pozole
- Discada de chicharrón
- Pizza de chicharrón
- Bocoles de chicharrón